# Corell Porcelæn
Corell Porcelæn var en dansk porcelænsvirksomhed der blev oprettet af Leif John og Inge Corell i Århus i starten af 1970'erne. 
Virksomheden arbejdede primært med platter og porcelæn som askebægre, vaser og lign. til virksomheder, foreninger m.m..
Virksomheden var beliggende: 
- 1982 - Vestergade 49 c - 8000 Århus C.[1]
- 1984 - Frederiksgade 58 - 8000 ÅRhus C[2]

Virksomheden indstillede sit virke i slutningen af 1980'erne. 

## Platter
Virksomhedens mest populære serie af platter var en større serie af platter med motiver vedr. Elvis Presley og hans liv. Disse platter er stadig meget efterspurgte. 
Men også plater med motiver vedr. forskellige virksomheder og foreninger var en stor del af  produktionen. Dette gælder ikke mindst for platter som viser forskellige kroer og restauranter. Eksempler på disse er: 
- De Hvide Svaner - Karrebæksminde
- Lygten Restaurant, Centralhotellet - Nykøbing Mors
- Restaurant Pynten - Hanstholm
- Restaurant Varna (Århus)
- Slangerup Gæstgivergård
- og mange flere

Corell Porcelæn lavede også en mindre serie med:
- H. C. Andersen motive
- Kendte foldbold spillerer - bl.a. Allan Simonsen
- Indvielsen af Sallingsundbroen (selve broen og færgerne M/F Sallingsund, Pinen og Plagen)
- Uldum motiver. Udgivet af Lokalhistorisk Forening for Uldum sogn

## Kunstnere tilknyttet Corell Porcelæn
Der foreligger desværre pt. ingen informationer om hvilke kunstnere, der var tilknytet Corell Porcelæn.